# Abou Chouaïb Doukkali
Cheikh Abou Chouaib Doukkali, né le 20 octobre 1878 à El Jadida (Maroc) et mort le 17 juillet 1937 à Rabat (Maroc), est un juge, homme politique, ouléma et résistant marocain connu pour avoir participé à la propagation des idées réformistes de la Nahda au Maroc, comme un pionnier du mouvement indépendantiste, et comme un défenseur des valeurs originales de l'Islam. Jeune, il a effectué un long séjour au Moyen-Orient, puis de retour au Maroc, il a exercé les fonctions de ministre (vizir) de la justice et de l'enseignement. Il lui est attribué le titre honorifique de Cheikh al-Islam.

## Jeunesse
Abou Chouaib Doukkali de son nom complet Abou Chouaïb Doukkali Ben Abderrahmane Soudeigui Doukkali naquit le 20 octobre 1878 dans le village d'Oulad Amrou Al Gharbia, situé à 30 kilomètres de la localité d'Al Gharbia, dans la région des Doukkala. C'est là qu'il fut élevé et reçut une éducation alliant études et travail des champs. En 1891, âgé de treize ans seulement, il se distingua en remportant un concours scientifique organisé par le Palais Royal sur l'ordre de Hassan Ier, qui, impressionné par ses compétences, le convia au Palais et le nomma à la célèbre Université Al Quaraouiyine, avec appointements mensuels.
Cheikh Chouaïb exerce ensuite le métier d’enseignant à Tanger et sillonne toute la région du Nord marocain avant de partir pour le Proche-Orient et plus précisément au Caire où il poursuivit de hautes études en théologie à la célèbre université islamique d’Al-Azhar Al Charif. Au Caire, il se rend régulièrement aux Lieux saints de l'islam. À la Mecque, il tisse des liens avec de nombreux oulémas provenant des quatre coins du monde arabo-musulman. Les cours qu'il dispense là-bas lui font acquérir une grande réputation. Lors de son séjour au Hijaz, il établit de nombreux contacts avec les savants et les dignitaires de cette contrée et noue d'étroites relations avec les princes de ces pays.
En 1908, âgé de 29 ans et onze ans après son départ pour l'Orient, Abou Chouaïb retourne à Fès au Maroc. Convaincu de la qualité et de l'étendue de son savoir, le Sultan Moulay Abd al-Hafid le nomme juge (Cadi) à Marrakech et Président du Conseil scientifique de la ville de Fès. Il l'autorisa également à assurer des cours dans différentes villes du Royaume, particulièrement Rabat, Fès et Marrakech. En 1911, Cheikh Chouaïb est nommé ministre (vizir) pour la justice et l'enseignement.
En 1934, il est nommé pour présider la première édition de la Fête du Trône.

## Salafisme
Cheikh Chouaïb n'a cessé de combattre le charlatanisme religieux, notamment au Moyen et au Haut Atlas contre la confrérie soufie de Sidi Ali Amhaouch. Il est connu pour s’être élevé contre les fausses croyances et les interprétations erronées de la religion musulmane. À ce titre, il figure parmi les premiers représentants à donner une dimension réformatrice au salafisme wahhabite. Avec Mohamed ben Lâarbi el-Alaoui, Cheikh Chouaïb est accrédité comme le fondateur du néo-salafisme (al-salafiya el-jadida) basée sur l'attachement à l'Islam transcendantal et l'ouverture aux civilisations occidentales. Ce néo-salafisme se distingue du salafiyya développé par Abdellah al-Sanoussi à la fin du XIXe siècle.
L'objectif de son enseignement fut d'approfondir l'explication du Coran et de la Sounna, qu'il considérait comme la base de tout comportement.
Tenant de la Salafiya, il préconisait de s'appuyer sur la tradition religieuse. Il rejetait ainsi tout ce qui s'écartait de la religion, de même que les agissements, les traditions et coutumes ne relevant pas de l'Islam et toute action susceptible de lui être préjudiciable. Plus clairement encore, il était contre le culte de la personnalité, contre les visites des zaouïas[réf. souhaitée] et des mausolées[réf. souhaitée], contre la célébration des festivités, des Moussems et des manifestations n’ayant aucun rapport avec l’esprit de l’Islam. Chouaïb Doukkali a voyagé dans le pays pour « arracher les arbres pourvoyeurs de baraka et détruire les pierres vénérées ».
À la suite de l'instauration du protectorat français au Maroc, il démissionne de ses fonctions de ministre en signe de protestation et gagne la résistance Zayane pour combattre aux côtés de Mouha Ou Hammou Zayani. Plus tard, il aura une entrevue avec le général Lyautey, au cours de laquelle il s’efforça de défendre les fondements de l'identité marocaine.
En 1924, avec la guerre du Rif en toile de fond, Cheikh Chouaïb organise les étudiants à Rabat pour œuvrer à la diffusion du néo-salafisme.
Il défendit également l'arabe comme langue de la nation et de la religion du Maroc.

## Fonctions exercées
- Visir (ministre) de la Justice et l'Enseignement.
- Cadi (juge) du Sultan dans la ville de Marrakech.
- Président de la Cour d'Appel de Rabat.
- Président du Conseil scientifique de la ville de Fès.
- Ministre d'honneur

## Prix et récompenses
- Wissam Alaouite, décerné par Mohammed V[2]

## Famille
Le fils de Chouaib Doukkali, Abderrahman Doukkali, épousa la fille aînée de Thami El Glaoui, le pacha de Marrakech. Abderrahman Doukkali travailla également en tant que juge. Il fut Secrétaire Général du Ministère des Habous et des Affaires Islamiques, membre de l'Académie Royale du Maroc et premier aumônier des Forces armées royales.

## Postérité
Chouaib Doukkali s'éteignit à Rabat le 17 juillet 1937. Il repose dans cette ville, face à Dar Achraf Ouezzan, boulevard Sidi Fath. L'université Chouaib Doukkali a été nommée en hommage à Chouaïb Doukkali. En 1999, la ville d'El Jadida crée l'Association Chouaib Doukkali spécialisée en hémodialyse et formations sanitaires pour faire face à une augmentation des cas d'insuffisance rénale dans la région,.
À partir de 2010, sous le règne de Mohammed VI, de nombreux timbres sont émis par la poste marocaine, avec des personnalités marocaines plus particulièrement. Chouaib Doukkali fit partie de la première émission spéciale.